# Vladislav I. Osvětimský
Vladislav I. Osvětimský (mezi 1275 a 1280 – mezi 1321 a 1324) byl osvětimský kníže, panující od roku 1314/15, a před tím od roku 1290 spoluvládce v Těšínském knížectví.[zdroj⁠?!] Pocházel z rozrodu slezských Piastovců, byl synem těšínského knížete Měška I. a historikům neznámé ženy.

## Život
Datum jeho narození není přesně známo. Plnoletosti dosáhl ještě za života svého otce, protože v roce 1290 se stal spoluvládcem v Těšínském knížectví. Z neznámých důvodů neobdržel po otcově smrti v roce 1314 nebo 1315 jako nejstarší z jeho dědiců sídelní Těšín, ale mnohem méně významnou Osvětim. To bylo příčinou mocenského konfliktu s bratrem Kazimírem I. Těšínským. V dokumentu z roku 1315 je nazýván spojencem krakovského knížete, v roce 1320 pak vystupuje na straně polského krále Vladislava I. Lokýtka. Datum úmrtí není přesně známo, má se ale zato, že k němu došlo mezi lety 1321 a 1324. Kníže byl pochován v dominikánském kostele v Osvětimi.

## Manželství a potomci
Vladislav se ještě za života svého otce oženil s Eufrozinou Mazovskou, dcerou mazovského knížete Boleslava II. V manželství se narodili:
- Jan I. Scholastik († 1372), osvětimský kníže
- Anna Osvětimská, manželka Tomáše Szécsényiho, sedmihradského vojvody
- dcera neznámého jména, dominikánka v Ratiboři